# マナム火山
座標: 南緯4度04分39秒 東経145度02分21秒 / 南緯4.07750度 東経145.03917度

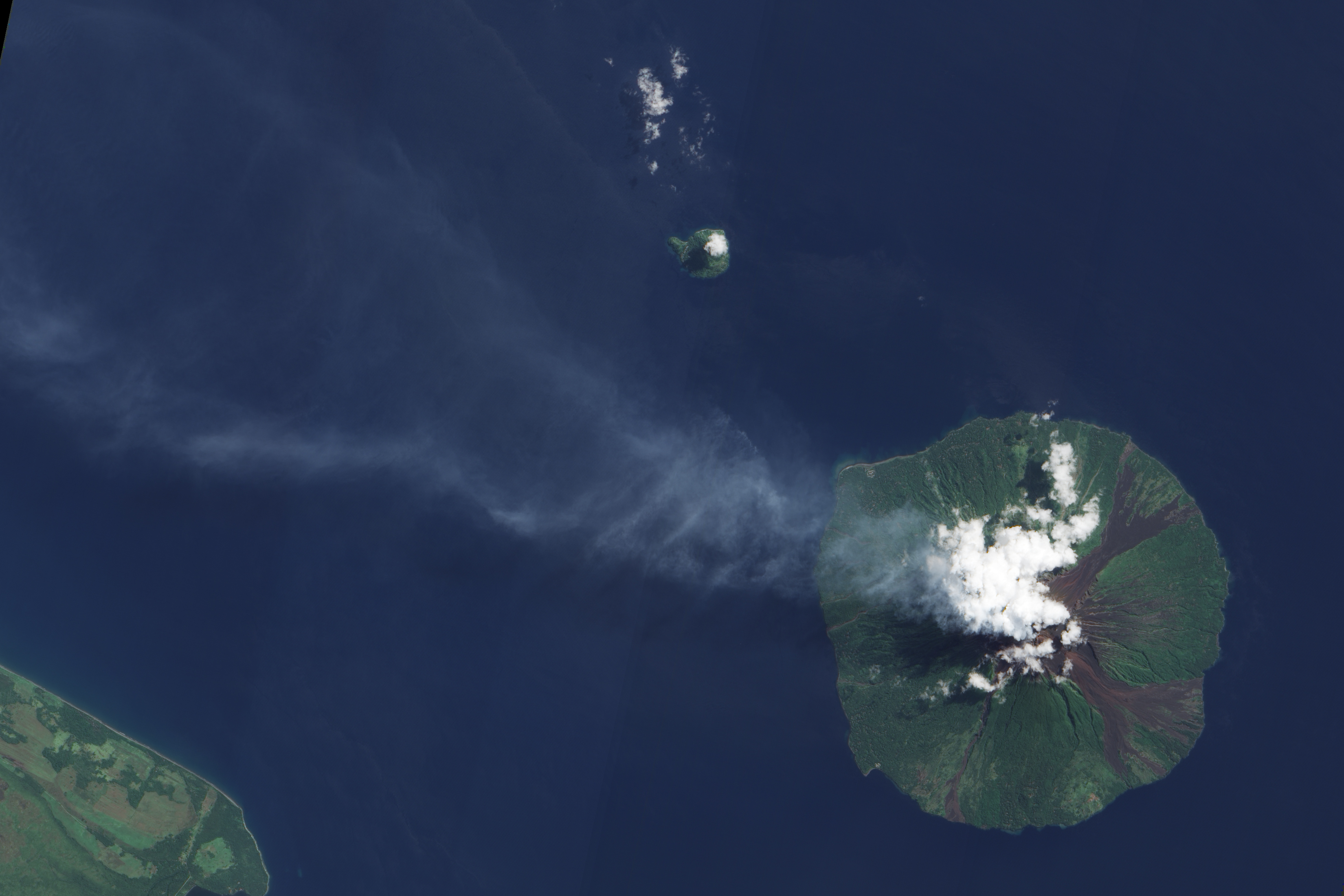
マナム火山

マナム火山（マナムかざん）とは、パプアニューギニアの火山である。マナム火山は太平洋のパプアニューギニアの北東に位置し、大きさ最大のニューギニア島から北へ13km離れている。標高は1807メートル。

## 地理
島は玄武岩と安山岩でできており、国内でもっとも活発に噴火している火山のひとつである。
島の最高点は植生がなく、そこから4本の大きな谷が放射状に海に向けて伸びている。谷は溶岩や火砕流を運び、時には海岸線まで到達することもある。島の北西南の海岸付近には、5つの小規模な副火口が見られる。島には2つの主要な火口があるが、どちらも活動しているものの、観測された噴火のほとんどは南側の火口から発生しており、過去100年間ではSE谷に降り積もっていた。
1616年以降、小さな噴火から中くらいの噴火が頻繁に起こっており、記録されている。大きな噴火が起こるときは、火砕流や溶岩流が平らな海岸部に達し、海に流れ込んだり、人々が住む地域に被害を与えたりすることがある。

## 噴火
1616年から2014年まで42回噴火が確認されており、2021年10月や、2022年3月8日に大規模な噴火が起こり、どちらも火山灰が上空15kmまで到達し、噴煙も1万5000mまで上がっている。